# Alexandru G. Golescu
Alexandru G. Golescu (ur. 1819, zm. 15 sierpnia 1881) – rumuński polityk, który pełnił funkcję premiera Rumunii w 1870 r. (od 14 lutego do 1 maja).

## Życiorys

### Wczesne życie
Urodzony w rodzinie bojarów Golescu w Bukareszcie na Wołoszczyźnie, był kuzynem braci Ștefana i Nicolae Golescu. Alexandru G. był często określany jako Alexandru Golescu Negru (Golescu Czarny), aby odróżnić go od swojego krewnego i innego działacza Alexandru C. Golescu (znanego jako „Albu” - Biały).
Alexandru G. Golescu studiował w Książęcej Akademii św. Sawy, a następnie w Paryżu, na École nationale supérieure d'Arts et Métiers, i wrócił jako inżynier na Wołoszczyznę.
Wraz z Nicolae Bălcescu, Ionem Ghicą i Christianem Tellem, Golescu był w 1843 r. założycielem Frăția („Bractwa”), radykalnego tajnego stowarzyszenia, wyrażającego sprzeciw wobec księcia Wołoszczyzny Gheorghe Bibescu. Wrócił do Paryża w 1845 r., by zostać członkiem rewolucyjnego zgrupowania rumuńskich studentów.

### Rewolucja i późniejsze lata
Brał udział w rewolucji wołoskiej w 1848 roku i był członkiem Komitetu Rewolucyjnego utworzonego wokół Frății. Był sekretarzem Rządu Tymczasowego i służył jako jego przedstawiciel dyplomatyczny we Francji po 14 lipca 1848 r. (w tym charakterze wezwał do wsparcia II Republiki Francuskiej w walce z zagrożeniem interwencją Imperium Osmańskiego i Imperium Rosyjskiego na Wołoszczyźnie). Golescu był również aktywny w negocjacjach umowy między węgierskim rządem Lajosa Kossutha a rumuńskimi siłami Transylwanii Avrama Iancu, ale jego wysiłki były w dużej mierze nieskuteczne.
Po stłumieniu rewolucji w Bukareszcie Ghica pozostał na wygnaniu do 1856 r., kiedy to, po wycofaniu się Rosji z księstw naddunajskich z powodu jej przegranej w wojnie krymskiej, wrócił do kampanii na rzecz zjednoczenia Wołoszczyzny i Mołdawii, która zakończyła się sukcesem w 1859 r., kiedy Alexandru Ioan Cuza został wybrany na Domnitora dwóch księstw naddunajskich. Później kilkakrotnie pełnił funkcję ministra i raz, tylko przez pół roku, jako premier za księcia Karola I. Zmarł w swojej posiadłości w Rusănești, w okręgu Aluta.